# Calanthe nicolae
Calanthe nicolae är en orkidéart som beskrevs av P.O'byrne. Calanthe nicolae ingår i släktet Calanthe och familjen orkidéer. Inga underarter finns listade i Catalogue of Life.